# Фримонт (Мичиген)
Фримонт (Мичиген) (енгл. Fremont) град је у америчкој савезној држави Мичиген. По попису становништва из 2010. у њему је живело 4.081 становника.

## Демографија
Према попису становништва из 2010. у граду је живело 4.081 становника, што је 143 (3,4%) становника мање него 2000. године.
| Група             | 2000.         | 2010.         |
| Белци             | 4.025 (95,3%) | 3.776 (92,5%) |
| Афроамериканци    | 16 (0,4%)     | 20 (0,5%)     |
| Азијати           | 42 (1,0%)     | 44 (1,1%)     |
| Хиспаноамериканци | 83 (2,0%)     | 188 (4,6%)    |
| Укупно            | 4.224         | 4.081         |